# Изобильное (Северо-Казахстанская область)
Изобильное (каз. Изобильное) — упразднённое село в районе Магжана Жумабаева Северо-Казахстанской области Казахстана. Входило в состав Возвышенского сельского округа. Исключено из учётных данных в 2024 году.
Код КАТО — 593639200.

## Население
В 1999 году население села составляло 357 человек (178 мужчин и 179 женщин). По данным переписи 2009 года, в селе проживало 82 человека (48 мужчин и 34 женщины).